# Institut d'astrophysique spatiale

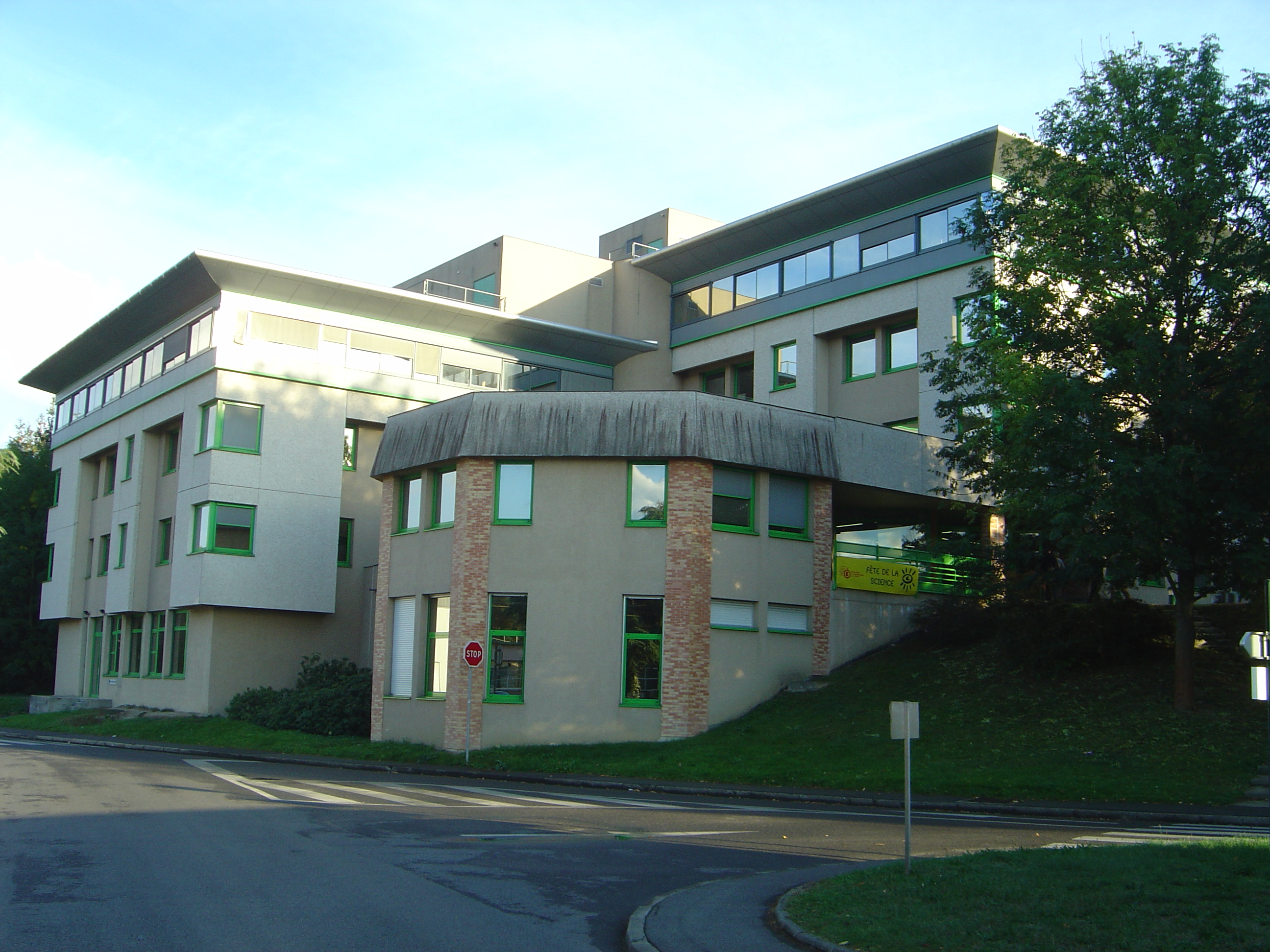
IAS hoofdgebouw

Het Institut d'astrophysique spatiale (IAS, Nederlands: Instituut voor Ruimteastrofysica) is een Frans onderzoeksinstituut dat geavanceerd onderzoek in de ruimtevaart en astrofysica ondersteunt. Het is gelegen in Orsay, net ten zuiden van Parijs. Het is een openbaar onderzoeksinstituut in samenwerking met de Universiteit Parijs-Saclay.

## Beroemde onderzoekers
- Karina Caputi, een Argentijnse sterrenkundige